# Norris (Familienname)
Norris ist ein englischer und schottischer Familienname.

## Namensträger

### A
- Aaron Norris (* 1951), US-amerikanischer Regisseur
- Adrienne Banfield-Norris (* 1953), US-amerikanische Schauspielerin
- Alan Norris (Schachspieler) (* 1959), schottischer Schachspieler
- Alan Norris (Dartspieler) (* 1972), englischer Dartspieler
- Alan Eugene Norris (* 1935), US-amerikanischer Richter
- Alex Norris (* um 1965), US-amerikanischer Jazztrompeter
- Anton Norris (* 1940), barbadischer Hochspringer
- Arthur Norris (†), britischer Tennisspieler

### B
- Barney Norris (* 1987), britischer Schriftsteller und Dramatiker
- Benjamin White Norris (1819–1873), US-amerikanischer Politiker
- Bert Norris (1898–1990), britischer Marathonläufer
- Bruce Norris (* 1960), US-amerikanischer Dramatiker und Schauspieler

### C
- Charles Norris (1867–1935), US-amerikanischer Rechtsmediziner
- Christopher Norris (* 1953), US-amerikanische Schauspielerin
- Christopher Foxley-Norris (1917–2003), britischer Offizier der Luftstreitkräfte
- Chuck Norris (* 1940), US-amerikanischer Schauspieler
- Clair Norris (* 1997), britische Schauspielerin

### D
- Daran Norris (* 1964), US-amerikanischer Schauspieler
- Dave Norris (* 1939), neuseeländischer Leichtathlet
- David Norris (* 1944), irischer Politiker
- David Norris (Skilangläufer) (* 1990), US-amerikanischer Skilangläufer
- Dean Norris (* 1963), US-amerikanischer Schauspieler
- Dwayne Norris (* 1970), kanadischer Eishockeyspieler

### E
- Edgar Norris (1902–1982), kanadischer Ruderer
- Edward Norris (1911–2002), US-amerikanischer Schauspieler
- Edwin L. Norris (1865–1924), US-amerikanischer Politiker
- Eric George Norris (1918–2005), britischer Diplomat und Verwaltungsbeamter

### F
- Fate Norris (1878–1944), US-amerikanischer Countrymusiker
- Frank Norris (1870–1902), US-amerikanischer Schriftsteller
- Fred Norris (1921–2006), britischer Langstreckenläufer

### G
- George W. Norris (1861–1944), US-amerikanischer Politiker

### H
- Hayden Norris (* 2002), britischer Bahnradsportler
- Henry Norris (Kammerherr) (um 1490–1536), englischer Höfling
- Henry Norris (um 1525–1601), englischer Adliger, siehe Henry Norreys, 1. Baron Norreys
- Henry Norris (Künstler) (vor 1630–1684), englischer Künstler und Hofbeamter
- Henry Norris (Unternehmer) (1865–1934), englischer Fußballfunktionär, Unternehmer und Politiker
- Henry Handley Norris (1771–1850), englischer Geistlicher
- Hermione Norris (* 1967), britische Schauspielerin
- Homer Albert Norris (1860–1920), US-amerikanischer Organist, Musikwissenschaftler und Komponist
- Howard Norris (1934–2015), walisischer Rugby-Union-Spieler

### I
- Isaac Norris (Politiker, 1671) (1671–1735), britisch-amerikanischer Politiker
- Isaac Norris (Politiker, 1701) (1701–1766), US-amerikanischer Politiker

### J
- James Norris (Wasserballspieler) (1930–2021), US-amerikanischer Wasserballspieler
- James E. Norris (1879–1952), US-amerikanisch-kanadischer Geschäftsmann
- James Flack Norris (1871–1940), US-amerikanischer Chemiker
- James R. Norris (* 1960), britischer Mathematiker
- Jean Norris (1918–2014), US-amerikanische Unternehmerin
- John Norris (genannt der Schwarze Jack; 1547–1597), englischer Heerführer, siehe John Norreys
- John Norris (Philosoph) (1657–1711), englischer Philosoph, Theologe und Poet
- John Norris (Admiral) (1670/1671–1749), britischer Admiral und Politiker
- John Norris (Verleger) (1934–2010), kanadischer Verleger und Musikproduzent
- Joseph Norris (1650–nach 1700), britischer Uhrmacher
- Josette Norris (* 1995), US-amerikanische Leichtathletin
- Josh Norris (* 1999), US-amerikanischer Eishockeyspieler
- Justin Norris (* 1980), australischer Schwimmer

### K
- Kathleen Norris (Schriftstellerin) (1880–1966), US-amerikanische Schriftstellerin
- Kathleen Norris (Dichterin) (* 1947), US-amerikanische Dichterin und Autorin
- Keith Norris (* 1985), US-amerikanischer Radrennfahrer
- Ken Norris (Schauspieler) (1921–2005), britischer Schauspieler und Filmproduzent
- Ken Norris (Leichtathlet) (* 1931), britischer Leichtathlet
- Ken Norris (Jazzmusiker) (* 1967), amerikanischer Jazzmusiker und Hochschullehrer
- Kenneth S. Norris (1924–1998), US-amerikanischer Meeresbiologe

### L
- Lachlan Norris (* 1987), australischer Mountainbikefahrer
- Lando Norris (* 1999), britischer Automobilrennfahrer
- Lee Norris (* 1981), US-amerikanischer Schauspieler
- Leonard Matheson Norris (1913–1997), kanadischer Cartoonist und Illustrator
- Leslie Norris (1921–2006), walisischer Schriftsteller

### M
- Moses Norris (1799–1855), US-amerikanischer Politiker

### N
- Natalie Norris (* 1990), US-amerikanische Fußballspielerin

### O
- Orlin Norris (* 1965), US-amerikanischer Boxer

### P
- Patricia Norris (1931–2015), US-amerikanische Kostümbildnerin
- Paul Norris (1914–2007), US-amerikanischer Comiczeichner
- Paul Norris (Spezialeffektkünstler), Spezialeffektkünstler
- Philetus Walter Norris (1821–1885), US-amerikanischer Offizier und Politiker
- Pippa Norris (* 1953), britisch-amerikanische Politologin und Hochschullehrerin

### R
- Ray Norris (1916–1958), kanadischer Jazz- und Unterhaltungsmusiker
- Richard Norris (Schauspieler, 1910) (Richard Galway Norris; 1910–1943), US-amerikanischer Schauspieler
- Richard Norris (Schauspieler, 1922) (Richard Davis Norris; 1922–2005), US-amerikanischer Schauspieler
- Richard Norris (Hockeyspieler) (Richard Owen Alfred Norris; 1931–2012), britischer Hockeyspieler
- Richard Norris (Ökologe) (Richard H. Norris; 1951–2011), US-amerikanischer Ökologe
- Richard Norris (Musiker) (* 1965), britischer Musiker, Komponist und Produzent, Mitglied von The Grid
- Roy Lewis Norris (1948–2020), US-amerikanischer Serienmörder, siehe Lawrence Sigmund Bittaker und Roy Lewis Norris

### T
- Terry Norris (* 1967), US-amerikanischer Boxer
- Tobias Norris (1861–1936), kanadischer Politiker
- Tony Norris (1917–2005), britischer Vogelkundler

### W
- Walter Norris (1931–2011), US-amerikanischer Jazzpianist
- Warren Norris (* 1974), kanadischer Eishockeyspieler
- William Norris (1802–1867), US-amerikanischer Unternehmer, Gründer von Norris Locomotive Works
- William C. Norris (1911–2006), US-amerikanischer Computerunternehmer
- William Edward Norris (1847–1925), englischer Schriftsteller und Journalist
- William James Norris (* 1993), englischer Fußballspieler, siehe Will Norris
- William Hutchinson Norris (1800–1893), US-amerikanischer Politiker
- Woody Norris (* 1939), US-amerikanischer Erfinder und Unternehmer